# Sosibia mohamedsaidi
Sosibia mohamedsaidi är en insektsart som beskrevs av Francis Seow-Choen 2004. Sosibia mohamedsaidi ingår i släktet Sosibia och familjen Diapheromeridae. Inga underarter finns listade i Catalogue of Life.